# 國民議會 (約旦)
國民議會是約旦的兩院制國家立法機構。它由1952年憲法成立，由參議院及眾議院兩個議會組成。
參議院有75名議員，全部由國王委任。眾議院有150名民選議員，當中9席預留予基督徒、3席留予切爾克斯人和車臣人，及15席留予女性議員。憲法訂明參議院不可大於眾議院的一半。兩院的議員的任期均為4年。於2013年10月，參議院議員的數目於眾議院議員數目同年增加後，增至75人。

## 歷史
作為一個發展中的君主立憲國家，約旦在中東政治中的考驗和磨難中倖存下來。約旦公眾在1946年獨立後體驗到有限的民主，並沒有受如其他中東政權的獨裁壓制，1952年憲法容許約旦人組成及組織政黨。此權利在1967年在國家緊急狀態戒嚴及國民議會暫停下被暫停，直至1989年解除，國民議會重新召開。
1988年國王侯賽因一世在約旦河西岸被以色列佔領後，解除了對西岸的政治聯繫。此後，首相扎伊德·裡法伊被指使用嚴厲的手段對付國內動亂，做成1989年四月發生騷亂。在騷亂後，國王解除了裡法伊的職務，並宣佈在該年舉行選舉。國王重新召開國民議會一舉被視為容許約旦公眾擁有更大的自由及民主，被智庫自由之家指是「阿拉伯世界中最有希望的政治自由改革」。
重新開始國民議會選舉，被更自由的媒體和出版法律，以及對言論自由減少限制而增強。在1992年政黨合法化後，在1993年舉行了自1956年起首次多黨選舉。約旦現時是中東中其中一個政治上最開放的國家，例如容許在野黨、約旦穆斯林兄弟會下政黨伊斯蘭行動陣線存在。伊斯蘭行動陣線的影響力在2007年由於國民議會議席由17席減至6席而減弱。2007年11月的國民議會選舉顯示了政黨在約旦缺乏影響力。
約旦國王仍然擁有真正的權力，例如委任參議院議員和更換首相的權力，國王阿卜杜拉二世在2005年四月曾更換首相。
在1989年的改革之後，約旦的多黨政治尚未發展起來。例如，在2016年的選舉中，親王室的獨立候選人贏得了大多數席位，只有215名候選人在政黨的支持下參選。政黨的作用受到制度因素的顯著限制，包括鄉村地區的過度代表性和國王的廣泛權力。唯一在立法機構中發揮作用的政黨是伊斯蘭行動陣線（IAF）。約旦有34個註冊政黨，但它們對政治過程影響甚微。2007年通過的立法要求所有政黨向內政部報告，並至少有五個省份的五百名創始成員。研究顯示，公眾對現有政黨感到失望，只有9.7%的受訪者認為政黨代表了他們的政治、經濟和社會願望。
在約旦，部落主義比政治影響在國民議會選舉結果中更有影響力。部落身份認同在約旦生活中有強烈的影響，「身份仍然是個人、社群及國家作出選擇時的主要驅動力」。

## 立法程序

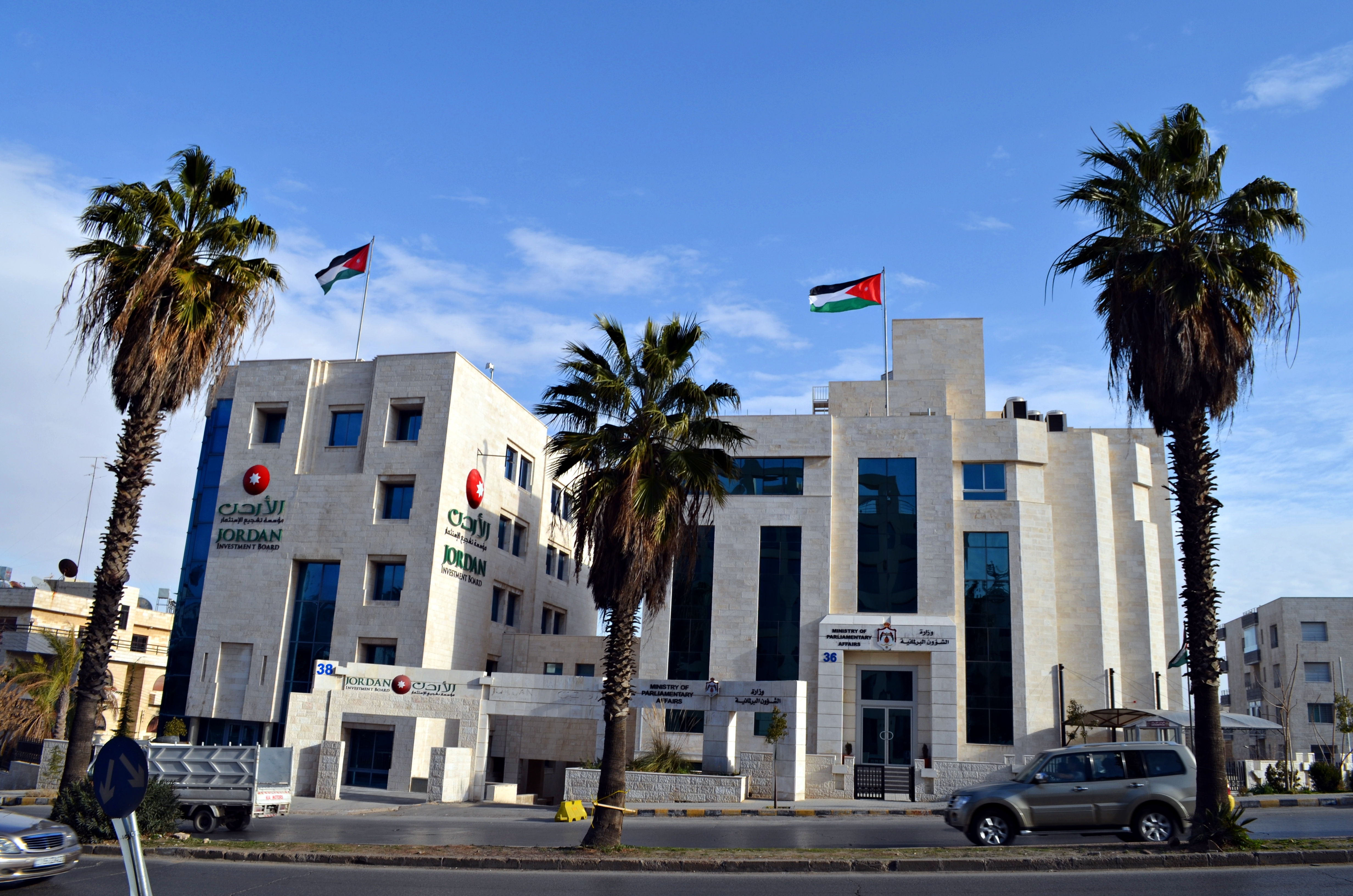
位於安曼的國民議會事務部

兩院都可以對於法律展開辯論及投票。建議書由首相向眾議院提出，而眾議院可以對其通過、修改或否決。所有建議書都向國民議會相關的委員會提出，以進行考慮。如果予以通過，政府便需要撰寫法案，再提交給眾議院。如果眾議院通過，便交予參議院進行辯論及投票。如果參議院通過法案，國王便可以對法案給予同意或拒絕法案。如果國王拒絕法案，便發還國民議會重新辯論和表決。如果法案在兩院都以最少三分之二大多數通過，法案便成為議會法案，超越國王的否決。憲法第95條容許國民議會向政府以法律草案提交。
憲法並沒有提供國民議會制衡國王的能力。在2001和2003年國民議會休會期間，國王阿卜杜拉二世通過了110條臨時法例，其中兩條與選舉法有關，它們被視為用於削弱國民議會的權力。

## 任期
參議院議員由國王任命，可以被重新委任。參議員議員必須最少40歲，以及曾經在政府或軍隊擔任高級職位。被委任的議員包括前首相及眾議院議員。眾議院議員任期為四年，他們必須最少35歲，不可與國王有血緣關係，以及不可與政府有任何合約或利益關係。

## 永久委員會
國民議會的永久委員會為法律委員會、財政委員會、行政委員會及外交委員會。兩院在有需要時，皆可成立委員會。

## 眾議院政黨
雖然於1989年改革，多黨政治在約旦仍未發展，在國民議會擁有席位的政黨只有伊斯蘭行動陣線。約旦的政黨主要代表伊斯蘭主義者、左派、阿拉伯民族主義者和保守主義者。約旦有34個註冊政黨，包括約旦阿拉伯民主黨、約旦社會主義黨、穆斯林中間黨等，但他們在政治上影響微細。政黨法於2007年3月頒佈，要求所有政黨在內政部註冊，以及最少有來自5個省份500名創黨成員。此舉被視為是對相對較少成員的小政黨的威脅。
約旦大學戰略研究中心的研究，顯示了約旦公眾對政黨失望。2007年調查指只有9.7%的受訪者認為政黨代表他們的政治、經濟和社會觀念，80%受訪者認為並無政黨「有資格組建政府」。

## 外部連結
- 約旦國民議會（页面存档备份，存于）
- 約旦眾議院（页面存档备份，存于）
- 約旦參議院（页面存档备份，存于）